# Сафонова Гора
Сафонова Гора (рос. Сафонова Гора) — присілок в Няндомському районі Архангельської області Російської Федерації.
Населення становить 3 особи. Входить до складу муніципального утворення Няндомський муніципальний округ.

## Історія
До 2022 року входило до складу муніципального утворення Няндомське поселення.

## Населення
| 2002 | 2010 | 2012 |
| ---- | ---- | ---- |
| 5    | ↘2   | ↗3   |